# تشارلز غيتس جونيور
تشارلز غيتس جونيور (بالإنجليزية: Charles Gates, Jr.)‏ هو فاعل خير أمريكي، ولد في 27 مايو 1921 في دنفر في الولايات المتحدة، وتوفي بنفس المكان في 28 أغسطس 2005.